# Torneo ATP de Amberes 2017
El Abierto de Europa 2017 fue un torneo de tenis jugado en canchas duras bajo techo. Fue la 2ª edición del mismo, y fue parte del ATP World Tour 250 series del ATP World Tour 2017. Se llevó a cabo en el Lotto Arena en Amberes, Bélgica, del 16 al 22 de octubre de 2017.

## Distribución de puntos
| Modalidad            | Campeón | Finalista | Semifinales | Cuartos de final | 2ª ronda | 1ª ronda | Clasificados | 2ª ronda de clasificación | 1ª ronda de clasificación |
| Individual masculino | 250     | 165       | 100         | 50               | 25       | 0        | 13           | 7                         | 0                         |
| Dobles masculino     | 250     | 150       | 90          | 45               | 20       | 0        | -            | -                         | -                         |

## Cabezas de serie

### Individuales masculino
| Tenista             | Ranking | Preclasificado |
| David Goffin        | 10      | 1              |
| Jo-Wilfried Tsonga  | 18      | 2              |
| Nick Kyrgios        | 21      | 3              |
| Diego Schwartzman   | 26      | 4              |
| David Ferrer        | 30      | 5              |
| Pablo Cuevas        | 32      | 6              |
| Benoît Paire        | 38      | 7              |
| Alexandr Dolgopolov | 41      | 8              |

- Ranking del 9 de octubre de 2017.[2]

### Dobles masculino
| Tenistas                              | Ranking | Preclasificados |
| Bob Bryan Mike Bryan                  | 12      | 1               |
| Fabrice Martin Édouard Roger-Vasselin | 61      | 2               |
| Santiago González Julio Peralta       | 65      | 3               |
| Roman Jebavý Matwé Middelkoop         | 87      | 4               |

## Campeones

### Individual masculino
Jo-Wilfried Tsonga venció a  Diego Schwartzman por 6-3, 7-5

### Dobles masculino
Scott Lipsky /  Divij Sharan vencieron a  Santiago González /  Julio Peralta por 6-4, 2-6, [10-5]